# Górale Kliszczaccy

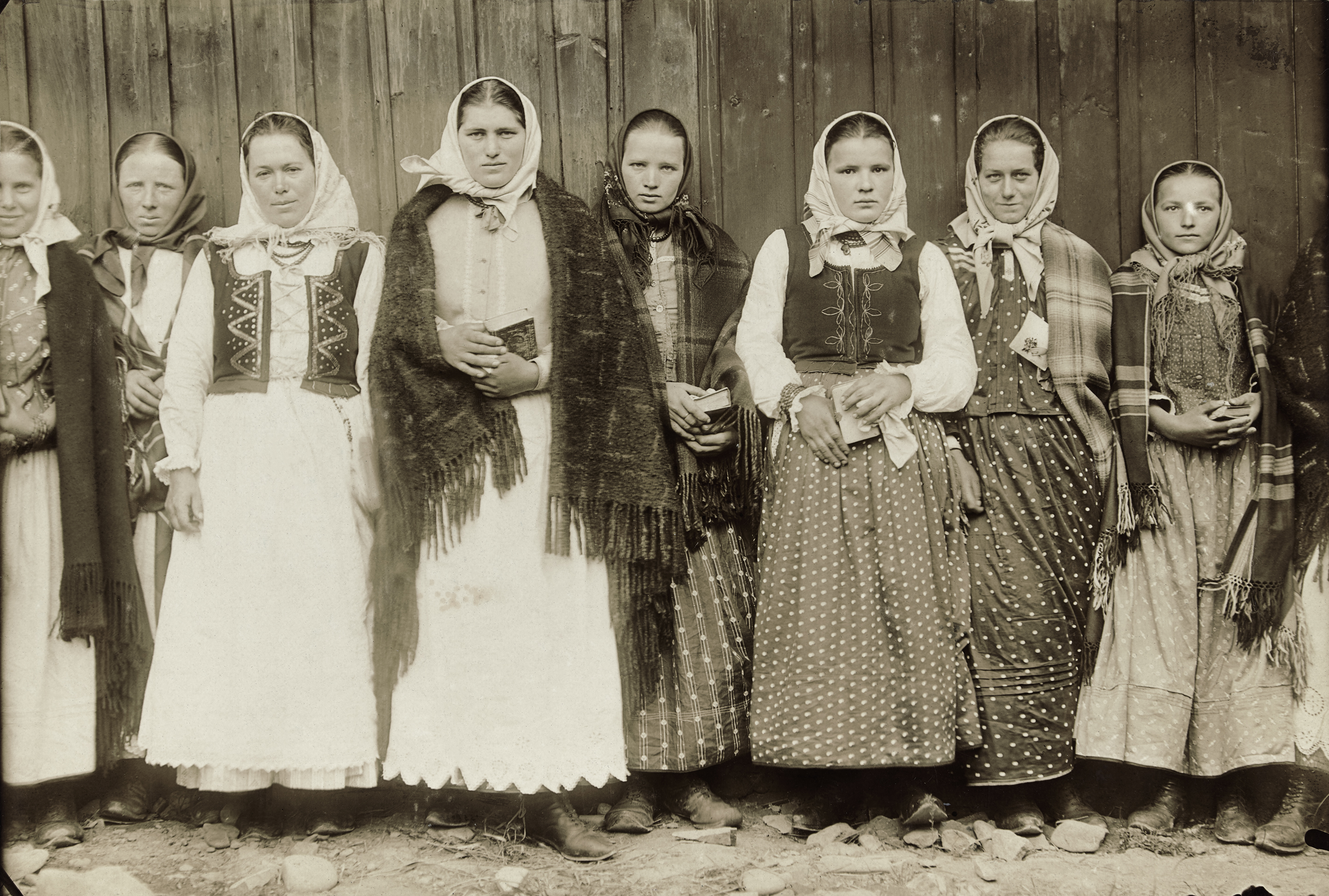
Grupa góralek Kliszczackich w Pcimiu (1912)

Górale kliszczaccy, Kliszczacy, Kliszczaki – grupa etnograficzna ludności polskiej zamieszkująca środkową część Beskidu Średniego, między górnym biegiem Raby i Skawy. Ze wsi przynależnej do kliszczackich - Baczyna - pochodził znany zbójnik beskidzki Józef Baczyński.

## Etymologia nazwy
Nazwa Kliszczacy użyta została po raz pierwszy przez Ludwika Zejsznera, podróżującego w 1838 r. doliną Raby. W 1848 r. relacja z tej wprawy ukazała się w „Bibliotece Warszawskiej”, a w niej następujący fragment:

Zstąpiwszy z monotonnej wyżyny Beskidów, gdzie się wydaje, że martwa przyroda obrała swą siedzibę; gdzie nic wędrowca nie jest w stanie natchnąć, a przytłumiona roślinność zdaje się zapowiadać koniec dla życia organicznego; gdzie człowiek kraj ten zamieszkujący snuje się jak cień, upośledzony karłowactwem. [...]
Skończył się tutaj biedny kraj Kliszczaków, czyli górali Beskidowych, a poczyna Podhale, kraj dzielnych mieszkańców.

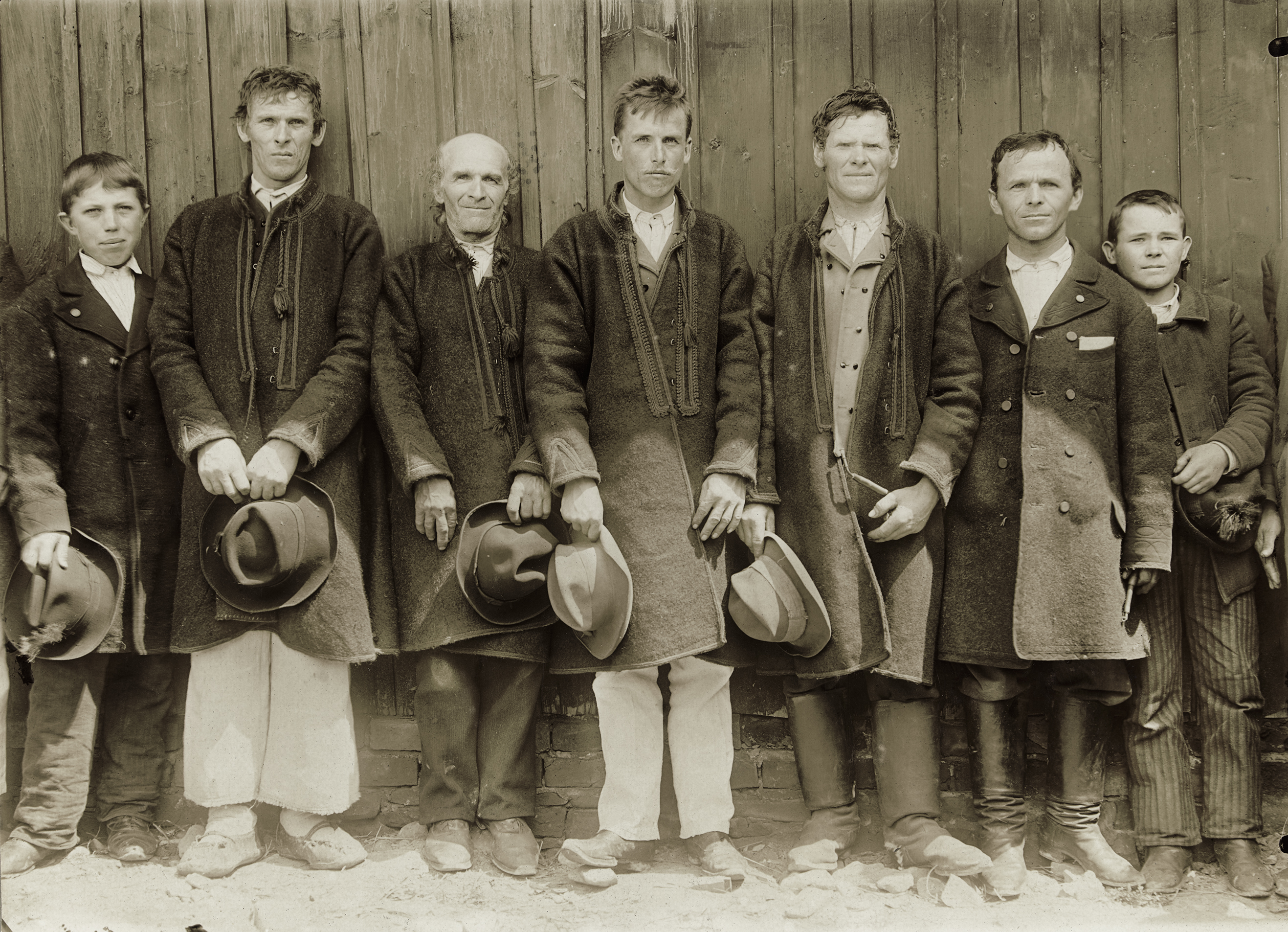
Grupa górali Kliszczackich w Pcimiu (1912)

W 1851 r. nazwę grupy wraz z jej etymologią podał Wincenty Pol, pisząc, że:

[...] czternaście tylko wsi należy do tego małego rodu, dla różnicy w stroju przez szyderstwo Kliszczakami bywa nazywany (nosi bowiem w „kliszcz” ściągłe spodnie), sam siebie nazywa on jednakowoż Góralem.

Według Wincentego Pola miano grupy związane jest z wyraźną i szczególną cechą kroju spodni. Za Polem nazwę Kliszczacy powtarzają m.in. Józef Konopka w „Encyklopedii rolnictwa z wiadomościami związek z niem mających” (1874) oraz Bronisław Gustawicz w „Słowniku geograficznym Królestwa Polskiego i innych krajów słowiańskich” (1883). Gustawicz w haśle poświęconym Kliszczakom niemal dokładnie przytacza wyjaśnienie nazwy, którą:

[...] uzyskali od pobratymczych rodów góralskich przez szyderstwo dla różnicy w stroju, a głównie od wąskich w „kliszcz” („kleszcz”) ściągniętych spodni. Zowią ich także góralami od Łętowni.

W początkach stosowania nazwa Kliszczacy budziła wątpliwości badaczy, jednak przyjęła się i wraz z rozkwitem badań etnograficznych uzyskała miejsce na mapach. Niejasna za to pozostawała kwestia kliszcza/kleszcza, od którego pochodzić miało początkowo negatywne przezwisko grupy.

## Ubiór
Szczególną uwagę zwraca się na spodnie, ponieważ to najprawdopodobniej od nich pochodzi przyjęta nazwa grupy. Spodnie Kliszczaków miały być ściągłe, czyli wąskie. Sebastian Flizak, etnograf i rodowity Zagórzanin pisał, że przed 1870 r. (w czasie, gdy pojawia się nazwa Kliszczaki) krój spodni noszony przez Zagórzan był dwojaki: spodnie średnio-szerokie, swobodnie opadające, ale nieopierające się na stopach i spodnie z szerokimi nogawicami rozciętymi u dołu od zewnętrznej strony. W miejscu rozcięcia przyszyta była kłapturka z tego samego sukna, zapinana na haftkę. Rozcięcie to nie służyło żadnym praktycznym celom, ponieważ spodnie były szerokie. Dopiero przed I wojną światową zapanowała moda na węższe portki i te musiały mieć z boku rozcięcie. Flizak dostarcza kolejnego ważnego argumentu potwierdzającego, że wprowadzony przez Pola do etnografii kliszcz ma związek z szerokością spodni:

Obecnie [lata 30. XX w.] nogi młodej generacji tkwią w ciasnych, na podhalańską modłę skrojonych i przyozdobionych nogawicach. Gdyby przed 20 laty miejscowy parobczak wdział na siebie takie ubranie, stałby się przedmiotem szyderstw i nie śmiałby się w niem pokazać w kościele ani na jarmarku. „Widzicie, jakie to mo klyscoki” – szydziły jeszcze przed wojną dziewczęta z chłopaka, któremu krawiec uszył zbyt ciasne spodnie.

Na początku XX wieku zdobnictwo Kliszczaków określane było jako bardzo skromne, a spodnie, o których wspominają najstarsze źródła, w ogóle nie miały ozdób. W późniejszych latach były zdobione u przypora, kieszeni i wzdłuż nogawic szeroką niebieską lub czerwoną tasiemką, a u szczytu rozporka miały przyszyty pompon z czerwonej włóczki. Rozporki na dole spodni mogły być dekorowane żeberkowatymi naszyciami w kształcie jednokabłączkowych krzesiwek – taki wzór nazywano smrekami.
Strój Kliszczaków składał się z koszuli płóciennej (tak u kobiet, jak i mężczyzn). Noszono sukienne spodnie w kolorze białym, sukienną kamizelkę o barwie ciemnoczerwonej lub niebieskiej. Używano szerokiego skórzanego paska zwanego „opaskiem”. Jako ubiór wierzchni nakładano gunię (nieco podobna do babiogórskiej cuchy). Na co dzień noszono również płócienne spodnie zwane „gaciami” u dołu zakończonymi frędzlami.
Na strój kobiecy składała się oprócz koszuli spódnica lniana, która była tkana i farbowana na kolor granatowy oraz zdobiona drobnym wzorem w kolorze białym. Niekiedy można było spotkać również suknie z jednolitego materiału i w jednolitym kolorze. Odświętnie kobiety ubierały się w białe spódnice przykrywane z reguły czarną zapaską. Obuwie stanowiły kierpce.

## Terytorium
Wyznaczenie wyraźnych granic występowania Kliszczaków było zadaniem trudnym; pisał o tym w 1912 r. Seweryn Udziela wskazując na niewielki rozmiar grupy etnograficznej, graniczenie z góralami podhalańskimi i Krakowiakami (mieszanie się kultur na pograniczu). Informacje o granicach terenu zamieszkiwanego przez Kliszczaków podał Wincenty Pol, wymieniając miejscowości: Trzebinia (obecnie: Trzebunia), Stróża, Pścim (Pcim), Więciórka, Więcierza, Zawada (Zawadka), Bogdanówka, Tokarnia, Krzeczonów (Krzczonów), Skomielna Czarna, Lubień, Łętownia, Krzeczów, Tenczyn.
Tuż po II wojnie światowej Roman Reinfuss wyznaczył północną granicę regionu zamieszkanego przez górali w drugiej połowie XIX wieku na podstawie badań zasięgu stroju góralskiego, cech budownictwa oraz granic nakreślonych przez samych mieszkańców. Na obszarze kliszczackim granica ta przebiegła na linii: Sucha Beskidzka, Maków Podhalański Jachówka, Zachełmna, Baczyn, Palcza, Bieńkówka, Trzebunia, Stróża, Pcim. Na północ od niej Reinfuss umieścił pas wsi o charakterze przejściowym.
Urszula Janicka-Krzywda uznawała za tereny kliszczackie na początku XX wieku zawierały się między miejscowościami Myślenice – Sucha Beskidzka – Rabka. Podobnie jak inni badacze, podkreślała, że grupa ta podlegała silnym wpływom krakowskim od północy i podhalańskim od południa i szybko traciła cechy, które pozwalałyby określić jej etnograficzną odrębność.

## Kultura Kliszczaków w XX i XXI wieku
Druga połowa XX w. i początek XXI w. to czas odradzania się lokalnej kultury. W 1956 r. w Lubniu powstał Regionalny Zespół Pieśni i Tańca „Watra”. W Tenczynie (gmina Lubień) działa Zespół Regionalny „Toporzanie” i „Mali Toporzanie” – początki historii zespołu sięgają 1973 r., ale nazwa funkcjonuje od lat 90. XX wieku. Grupa deklaruje kultywowanie tradycji Kliszczaków – obrzędów dorocznych i rodzinnych, codzienne zajęcia oraz folklor muzyczny. W Tokarni od 1976 r. działa Zespół Regionalny „Kliszczacy”, a od 1980 r. sekcja dla dzieci „Mali Kliszczacy”. W Bogdanówce w 2002 r. powstał dziecięcy Zespół Regionalny „Koskowianie”. Od 1970 r. w Pcimiu działa Zespół Regionalny „Pcimianie” oraz „Mali Pcimianie” (od 2005 r.). W Trzebuni działa kapela ,,Trzebuńskie Kliszczaki", powstała w 2015 r. a w 2017r. powstał Zespół Regionalny ,,Trzebunianie",wspólnie i oddzielnie prezentują tradycyjną muzykę kliszczacką. Na rubieżach regionu, który bywa uznawany za kliszczacki, działa od 2000 r. kapela „Kozinianie” z Kozińca w gminie Mucharz. W 2009 r. w Budzowie powstał zespół „Budzowskie Kliszczaki”.
Podtrzymywaniu, kreowaniu i popularyzacji dziedzictwa regionu służą imprezy folklorystyczne odwołujące się do kliszczackich korzeni. Są to m.in.: Święto Kliszczaka (od 2004 r.) i Święto Pieczonego Ziemniaka i Karpiela (od 2011 r.) w Pcimiu, Biesiada Kliszczacka (od 2012 r., wcześniej Kliszczackie Lato) w Tokarni, Tuka (od 2006 r.) w Bogdanówce oraz dożynki gminne.
Na rzecz kultury działają także stowarzyszenia lokalne i regionalne, m.in. Towarzystwo Miłośników Skomielnej Czarnej i Bogdanówki (założone w 1999 r.) i Oddział Związku Podhalan w Skomielnej Czarnej (2005) oraz Stowarzyszenie Gmin Babiogórskich.
Kulturę Kliszczaków można poznawać w działających w okolicy muzeach – Muzeum Regionalnym „Dom Grecki” w Myślenicach oraz Muzeum im. Władysława Orkana w Rabce.